# Meulebeke
Meulebeke is een dorp en deelgemeente van de stad Tielt. De deelgemeente telt ruim 11.000 inwoners. Voor 1 januari 2025 was Meulebeke een zelfstandige gemeente.

## Geschiedenis
Er werd de eerste keer gewag gemaakt van Meulebeke rond 1100. Ringoot II, Heer van Dendermonde, werd toen heer van Mulenbeca. Men neemt echter aan dat er al rond het jaar 1000 een romaanse kerk stond. Etymologisch is de naam Meulebeke gemakkelijk te verklaren, daar het over een nederzetting met een molen aan een beek (de Devebeek) ging.
Rond 1500 telde Meulebeke reeds een bevolking van 2000 inwoners, wat voor die tijd niet weinig was. Op 27 september 1645 werden de parochiekerk, 25 huizen en enkele hofsteden door de Fransen in lichterlaaie gezet. De kerk werd in erbarmelijke staat hersteld bij gebrek aan middelen. Het duurde dan ook lang voor er weer van een echte kerk sprake was.
Tussen het einde van de 15de en het einde van de 18de eeuw was de baronie van Meulebeke in het bezit van de familie de Beer. Jan de Beer, zegelbewaarder van hertog Karel de Stoute, was de eerste. De familie leefde in het Kasteel Ter Borcht. Hierdoor komt het ook dat Meulebeke een beer in zijn wapenschild heeft.
In 1896 werd de kerk in neogotische stijl verbouwd, de toen zo gangbare kerkelijke stijl in Vlaanderen. Het modernisme van de jaren zestig heeft de kerk vanbinnen getroffen doordat de vele pilaren verwijderd werden om plaats te maken voor een aantal betonnen exemplaren.
In de 19de eeuw was de vlasindustrie een belangrijke werkgever in het landelijke Meulebeke. Er werd berekend dat ongeveer 65% van alle Meulebekenaars hierin op een of andere manier actief was. Zo werd de vlasweverij Libeco rond 1900 opgericht in Meulebeke. Deze is overigens tot op vandaag nog steeds actief. Rond 1900 waren er ook ongeveer 12 molens in Meulebeke. Door de twee wereldoorlogen blijft er vandaag de dag nog maar een molen meer over, de Herentmolen.
Op 1 januari 2025 fuseerde de gemeente Meulebeke met de stad Tielt.

## Kernen
Binnen de deelgemeente Meulebeke liggen enkele afzonderlijke dorpen, namelijk Paanders, Sneppe('t Veld) en Marialoop en het kruiswegdorp Haantjeshoek nabij Marialoop. De hoofdparochie van Meulebeke-centrum telt ruim 8000 inwoners, de dorpen (minus Haantjeshoek) tellen elk rond de 1200 inwoners.
|     | Naam         |
| --- | ------------ |
| I   | Meulebeke    |
| II  | Sneppe       |
| III | Marialoop    |
| IV  | Paanders     |
| VI  | Haantjeshoek |

De glooiende deelgemeente Meulebeke grenst aan de volgende dorpen en gemeenten:
| - a. Oostrozebeke (gemeente Oostrozebeke) - b. Ingelmunster (gemeente Ingelmunster) - c. Emelgem (stad Izegem) |

Meulebeke, kernen en buurgemeenten. De gele gebieden zijn bebouwde kernen.

| - d. Ardooie (gemeente Ardooie) - e. Pittem (gemeente Pittem) - f. Tielt (stad Tielt) |

## Bezienswaardigheden
- De Sint-Amanduskerk, in de periode 1893-1896 heropgebouwd naar ontwerp van Jules Soete
- De Sint-Antonius van Paduakerk, in het dorp 't Veld.
- Het Kasteel Ter Borcht
- Brouwerij Vondel
- De kapel Onze-Lieve-Vrouw van Bijstand uit 1757 werd in het begin van de 20ste eeuw herbouwd in neogotische stijl. Het beeld "Maria op de wereldbol" is versierd met het wapen van het geslacht de Beer. De kapel lokt in mei veel bedevaarders uit de wijde omgeving.
- De Herentmolen in de Gentstraat is een staakmolen op torenkot. Hij dateert van 1956.
- De Onze-Lieve-Vrouw Bezoeking en Sint-Leokerk in Marialoop uit 1837
- De Onze-Lieve-Vrouw Bezoekingkapel, een grote kapel in Marialoop uit de zestiende eeuw, waarin in 1619 een altaar werd geplaatst.

## Natuur en landschap
Meulebeke ligt in Zandlemig Vlaanderen op een uitloper van het Plateau van Tielt. In het zuiden vindt men de vallei van de Mandel. De hoogte bedraagt 14-37 meter met het hoogste punt in de omgeving van De Paanders waar zich een kleine heuvelrug bevindt.

## Demografische ontwikkeling
- Bronnen:NIS, Opm:1831 tot en met 1981=volkstellingen; 1990 en later= inwonertal op 1 januari

| Inwoners van jaar tot jaar op 1 januari 1992 tot heden | Inwoners van jaar tot jaar op 1 januari 1992 tot heden | Inwoners van jaar tot jaar op 1 januari 1992 tot heden |
| jaar                                                   | Aantal                                                 | Evolutie: 1992=index 100                               |
| ------------------------------------------------------ | ------------------------------------------------------ | ------------------------------------------------------ |
| 1992                                                   | 10.817                                                 | 100,0                                                  |
| 1993                                                   | 10.850                                                 | 100,3                                                  |
| 1994                                                   | 10.857                                                 | 100,4                                                  |
| 1995                                                   | 10.868                                                 | 100,5                                                  |
| 1996                                                   | 10.916                                                 | 100,9                                                  |
| 1997                                                   | 11.004                                                 | 101,7                                                  |
| 1998                                                   | 10.962                                                 | 101,3                                                  |
| 1999                                                   | 11.009                                                 | 101,8                                                  |
| 2000                                                   | 11.055                                                 | 102,2                                                  |
| 2001                                                   | 11.036                                                 | 102,0                                                  |
| 2002                                                   | 10.991                                                 | 101,6                                                  |
| 2003                                                   | 10.978                                                 | 101,5                                                  |
| 2004                                                   | 10.965                                                 | 101,4                                                  |
| 2005                                                   | 10.971                                                 | 101,4                                                  |
| 2006                                                   | 10.980                                                 | 101,5                                                  |
| 2007                                                   | 10.983                                                 | 101,5                                                  |
| 2008                                                   | 11.032                                                 | 102,0                                                  |
| 2009                                                   | 11.062                                                 | 102,3                                                  |
| 2010                                                   | 11.059                                                 | 102,2                                                  |
| 2011                                                   | 11.071                                                 | 102,3                                                  |
| 2012                                                   | 11.086                                                 | 102,5                                                  |
| 2013                                                   | 11.075                                                 | 102,4                                                  |
| 2014                                                   | 11.078                                                 | 102,4                                                  |
| 2015                                                   | 11.023                                                 | 101,9                                                  |
| 2016                                                   | 11.018                                                 | 101,9                                                  |
| 2017                                                   | 11.041                                                 | 102,1                                                  |
| 2018                                                   | 10.906                                                 | 100,8                                                  |
| 2019                                                   | 10.860                                                 | 100,4                                                  |
| 2020                                                   | 10.833                                                 | 100,1                                                  |
| 2021                                                   | 10.885                                                 | 100,6                                                  |
| 2022                                                   | 11.010                                                 | 101,8                                                  |
| 2023                                                   | 11.100                                                 | 102,6                                                  |
| 2024                                                   | 11.123                                                 | 102,8                                                  |

## Evenementen
Tijdens het eerste weekend van juli worden steeds de Berenfeesten georganiseerd. Dit zijn de gemeentelijke feesten van Meulebeke. Een ander evenement dat de gemeentelijke feestcommissie organiseert is de Nacht van de Koude Voeten.
In 2012 startte er in Meulebeke het project "Wij, Varkenland". Dat was een project rond de West-Vlaamse identiteit waar 11 steden en gemeenten aan meewerkten. In de gemeente met meer varkens op haar grondgebied dan inwoners werd het zwijn in processie binnengehaald.
Elk jaar in de paasvakantie vindt ook de Chiro Rol Marathon plaats. Het evenement is een weekend met als rode draad fietsen op rollen. De trekpleisters zijn op vrijdagavond 'Beren Bijeen!', op zaterdag 'Chiro in Concert' en op zondag 'Tien om te zien' en 'Nacht van de Rol'.

## Politiek

### Structuur
| Meulebeke        | Meulebeke        | Supranationaal         | Nationaal                         | Nationaal                         | Gemeenschap               | Gewest                    | Provincie                 | Arrondissement  | Provinciedistrict | Kanton          | Gemeente        |
| ---------------- | ---------------- | ---------------------- | --------------------------------- | --------------------------------- | ------------------------- | ------------------------- | ------------------------- | --------------- | ----------------- | --------------- | --------------- |
| Administratief   | Niveau           | Europese Unie          | België                            | België                            | Vlaanderen                | Vlaanderen                | West-Vlaanderen           | Tielt           | Tielt             | Tielt           | Meulebeke       |
| Administratief   | Bestuur          | Europese Commissie     | Belgische regering                | Belgische regering                | Vlaamse regering          | Vlaamse regering          | Deputatie                 | Deputatie       | Deputatie         | Deputatie       | Gemeentebestuur |
| Administratief   | Raad             | Europees Parlement     | Kamer van volksvertegenwoordigers | Kamer van volksvertegenwoordigers | Vlaams Parlement          | Vlaams Parlement          | Provincieraad             | Provincieraad   | Provincieraad     | Provincieraad   | Gemeenteraad    |
| Kiesomschrijving | Kiesomschrijving | Nederlands Kiescollege | Kieskring West-Vlaanderen         | Kieskring West-Vlaanderen         | Kieskring West-Vlaanderen | Kieskring West-Vlaanderen | Kieskring West-Vlaanderen | Roeselare-Tielt | Tielt             | Meulebeke       | Meulebeke       |
| Verkiezing       | Verkiezing       | Europese               | Federale                          | Federale                          | Vlaamse                   | Vlaamse                   | Provincieraads-           | Provincieraads- | Provincieraads-   | Provincieraads- | Gemeenteraads-  |

### Burgemeesters
- 1854-1888 : Prudent Plettinck
- 1888-1920 : Emile Goethals
- 1921-1926 : Edgar Van Baveghem
- 1927-1938 : Remi Danneels
- 1939-1942 : Henri Goethals
- 1942-1944 : Valère Decoster
- 1944-1959 : Henri Goethals
- 1960-1970 : Georges Verkinderen
- 1971-1985 : Leon Abeele
- 1985-2012 : Daniël Vanpoucke
- 2012-2024 : Dirk Verwilst

### Resultaten gemeenteraadsverkiezingen van 1976 tot en met 2018
| Partij               | Partij                                        | 10-10-1976 | 10-10-1976 | 10-10-1982 | 10-10-1982 | 9-10-1988 | 9-10-1988 | 9-10-1994 | 9-10-1994 | 8-10-2000 | 8-10-2000 | 8-10-2006 | 8-10-2006 | 14-10-2012 | 14-10-2012 | 14-10-2018 | 14-10-2018 |
| Stemmen / Zetels     | Stemmen / Zetels                              | %          | 21         | %          | 21         | %         | 21        | %         | 21        | %         | 21        | %         | 21        | %          | 21         | %          | 21         |
| -------------------- | --------------------------------------------- | ---------- | ---------- | ---------- | ---------- | --------- | --------- | --------- | --------- | --------- | --------- | --------- | --------- | ---------- | ---------- | ---------- | ---------- |
|                      | KEL1/ CVP2/ CD&V3/ Lijst van de Burgemeester4 | 49,151     | 12         | 46,212     | 11         | 67,752    | 16        | 72,042    | 17        | 61,752    | 14        | 59,423    | 14        | 55,133     | 13         | 63,04      | 14         |
|                      | SP1/ sp.a2/ ZORGSAAM3                         | 17,441     | 3          | 20,771     | 4          | 14,651    | 2         | 14,341    | 2         | 9,851     | 1         | 10,792    | 1         | 8,492      | 1          | 13,03      | 2          |
|                      | N-VA                                          | -          |            | -          |            | -         |           | -         |           | -         |           | -         |           | 21,42      | 4          | 24,0       | 5          |
|                      | VRIJ                                          | -          |            | -          |            | -         |           | -         |           | 28,4      | 6         | 29,78     | 6         | 14,96      | 3          | -          |            |
|                      | PVV1/ VLD2                                    | 4,071      | 0          | 8,691      | 1          | -         |           | 13,612    | 2         | -         |           | -         |           | -          |            | -          |            |
|                      | VVDM                                          | -          |            | -          |            | 17,6      | 3         | -         |           | -         |           | -         |           | -          |            | -          |            |
|                      | GR                                            | -          |            | 24,33      | 5          | -         |           | -         |           | -         |           | -         |           | -          |            | -          |            |
|                      | VB                                            | 29,34      | 6          | -          |            | -         |           | -         |           | -         |           | -         |           | -          |            | -          |            |
| Totaal stemmen       | Totaal stemmen                                | 7636       | 7636       | 7634       | 7634       | 7876      | 7876      | 8011      | 8011      | 8197      | 8197      | 8319      | 8319      | 8227       | 8227       | 8125       | 8125       |
| Opkomst %            | Opkomst %                                     |            |            |            |            | 96,73     | 96,73     | 95,6      | 95,6      | 95,5      | 95,5      | 95,61     | 95,61     | 94,51      | 94,51      | 94,9       | 94,9       |
| Blanco en ongeldig % | Blanco en ongeldig %                          | 3,14       | 3,14       | 4,72       | 4,72       | 3,77      | 3,77      | 4,27      | 4,27      | 4,93      | 4,93      | 5,23      | 5,23      | 4,34       | 4,34       | 5,1        | 5,1        |

De zetels van de gevormde meerderheid staan vetjes afgedrukt. De grootste partij is in kleur.

De rode cijfers naast de gegevens duiden aan onder welke naam de partijen telkens bij een verkiezing opkwamen.

Zie voor de verkiezingsresultaten in 2024 en later op Tielt.

## Verkeer en vervoer
Tot voor de Tweede Wereldoorlog had Meulebeke een station Meulebeke dat aan de spoorlijn 73A Tielt/Ingelmunster lag. Na de bombardementen is deze lijn nooit meer heropend voor het treinverkeer. Voor de bezoekers is er nu nog de mogelijkheid om de bus te nemen (buslijn naar stad Tielt en Kortrijk). De dorpskern wordt niet doorsneden door belangrijke hoofdwegen. In het westen van de gemeente ligt wel de oude heirbaan van Kortrijk naar Brugge.

## Sport
In Meulebeke bevindt zich een grote sportschool met internaat: het VILO (Vrij Instituut voor Lichamelijke Opvoeding), wat niet vaak voorkomt in België. Bij die sportschool is een uitgestrekt natuur- en sportdomein met ook enkele speelpleinen, domein Ter Borcht. Het sportinternaat is gelegen in de Baronielaan.
Voetbalclub KFC Meulebeke is aangesloten bij de KBVB en speelde er meer dan twee decennia in de nationale reeksen.
Meulebeke heeft een jarenlange traditie in het wielrennen. Eind augustus wordt de wegwedstrijd Omloop Mandel-Leie-Schelde gehouden. Dit was tijdlang een grote profwedstrijd, waarna het even veranderde in het Vlaams Kampioenschap achter derny's tot en met 2011. Vanaf 2012 werd het een kermiskoers, waarna de wedstrijd tussen 2016 en 2020 op de UCI-kalender stond als 1.2 en 1.1 wedstrijd. Vanaf 2021 werd een stap terug gezet naar een nationale wedstrijd. Op de erelijst staan onder andere Tom Boonen, Johan Museeuw, Stijn Devolder en Alessandro Ballan.
In oktober wordt sinds 2014 de jaarlijkse Berencross op Ter Borght gereden. Na een editie als B-cross (2014) werd het een nationale (2015) en vanaf 2016 een internationale veldrit die deel uitmaakt van de Brico/Ethias/Exact-crossen. Mathieu van der Poel, Sanne Cant en Michael Vanthourenhout wonnen elk 3 keer. Verder op de erelijst vinden we ook Ceylin del Carmen Alvarado en Lucinda Brand. In 2021 (enkel elite wegens corona) en 2024 werd het Belgisch kampioenschap veldrijden op Ter Borght gehouden. Wout van Aert, Eli Iserbyt en tweemaal Sanne Cant kroonden zich tot kampioen.

## Bekende personen
- Carl Devos, politiek analist
- Evy Gruyaert, televisie- en radiofiguur
- Karel van Mander, 16de-eeuws schilder en dichter
- Gianni Meersman, profwielrenner
- Petrus van Oosthuyse, zakenman, grootgrondbezitter
- Daniel Van Ryckeghem, profwielrenner (Marialoop)
- Joseph Ferdinand Toussaint, jurist, Vlaamsgezind politicus en schrijver
- Mariette Vanhalewijn, jeugdschrijver

## Nabijgelegen kernen
Tielt, Marialoop, 't Veld, De Paanders ,Oostrozebeke, Ginste, Ingelmunster, Emelgem, Kachtem, Pittem
Deelgemeenten: Aarsele · Kanegem · Meulebeke · Schuiferskapelle · Tielt

Overige dorpen en gehuchten: Haantjeshoek · Marialoop · De Paanders · 't Veld

Belgische gemeenten · Arrondissement Tielt · West-Vlaanderen · Vlaanderen